# Acomys minous
Acomys minous (Голчаста миша мінойська, Голчаста миша критська; Bate, 1905) — ендемічний вид мишей родини Мишеві (Muridae).

## Історія вивчення
Вперше вид був описаний Дороті Бейт в 1905 році в околицях міста Ханья, що на острові Крит, Греція.

## Поширення
Ендемік грецького острова Крит.

## Опис
Для даного виду характерне грубе, паперове на дотик, хутро по боках та хвості. Забарвлення від жовтого до червоного, сірого чи коричневого на обличчі та боках, біле на череві. Живиться переважно листками трав та насінням. Живе в норах групами. Вагітність продовжується 5-6 тижнів, що є найдовшим показником середу усіх мишей. Інші самиці можуть допомагати у вигодовуванні мишенят. Молодь швидко розвивається, очі розплющує одразу після народження.